# 22222 Hodios
22222 Hodios è un asteroide troiano di Giove del campo greco. Scoperto nel 1973, presenta un'orbita caratterizzata da un semiasse maggiore pari a 5,0747085 UA e da un'eccentricità di 0,0430149, inclinata di 2,40331° rispetto all'eclittica.
L'asteroide è dedicato all'araldo acheo Odio.